# Gebroeders Horten

Horten H IX

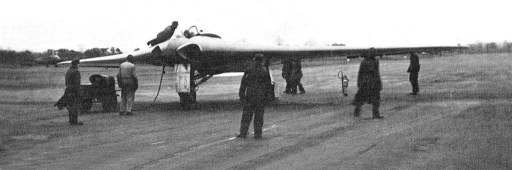
Horten H IX

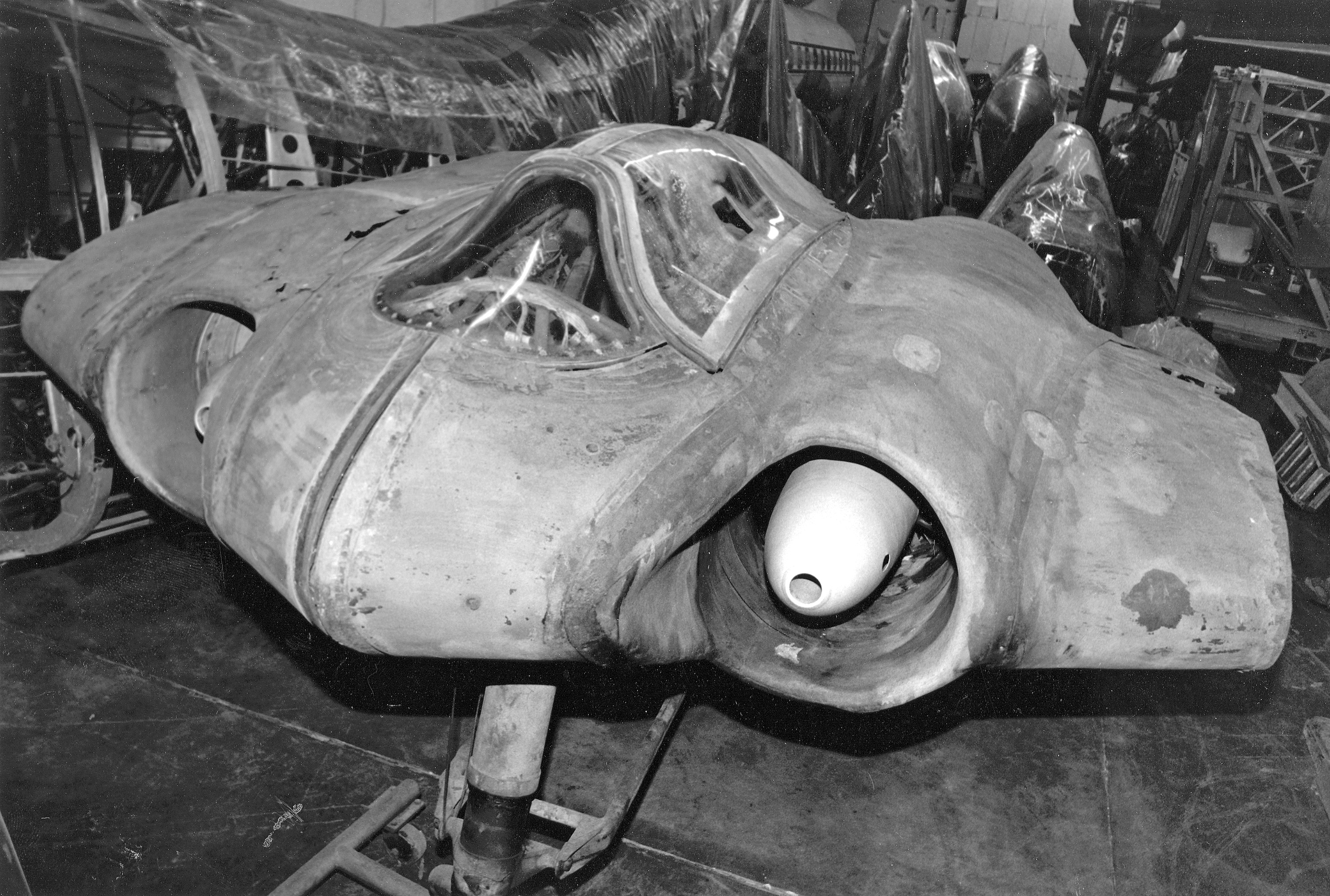
Horten IX

De gebroeders Reimar (Bonn, 2 maart 1915 - Villa General Belgrano, 14 maart 1994) en Walter Horten (Bonn, 13 november 1913 - Baden-Baden, 9 december 1998) waren Duitse piloten en pioniers bij de ontwikkeling van de vliegende vleugel. Alhoewel ze weinig tot geen opleiding in de luchtvaarttechniek hadden, ontwikkelden ze in de jaren '40 een aantal geavanceerde vliegtuigen, waaronder 's werelds eerste vliegende vleugel met straalaandrijving, de Horten Ho 229.
Een derde broer, Wolfram (Bonn, 3 maart 1912 - nabij Duinkerke, 20 mei 1940) werd in de Tweede Wereldoorlog in de omgeving van Duinkerke in een Heinkel 111 neergeschoten.

## Jeugd
Het verdrag van Versailles verbood Duitsland een luchtmacht te hebben. Er bestonden wel vliegclubs waar geïnteresseerden konden zweefvliegen onder de supervisie van veteranen uit de Eerste Wereldoorlog. De Hortens waren als tieners lid van een zweefvliegclub. 
De in de zweefvliegclub opgedane ervaring, gecombineerd met een bewondering voor de Duitse vliegtuigontwerper Alexander Lippisch, leidden tot voor die tijd eigenzinnige ontwerpen. Hun eerste zweefvliegtuig vloog in 1933, toen de broers lid van de Hitlerjugend waren.
De zweefvliegtuigen van de Hortens waren uiterst eenvoudig en aerodynamisch, over het algemeen bestaand uit een reusachtige staartloze vleugel met een kleine "cocon" waarin de piloot zich bevond. Het grote voordeel hun ontwerpen was de uiterst lage parasitaire weerstand van hun vliegtuigen. De toestellen waren makkelijk aan te passen aan het vliegen met hoge snelheden.

## Tweede Wereldoorlog
Op 26 februari 1935 gaf Adolf Hitler Hermann Göring de opdracht om de Luftwaffe opnieuw op te richten, en brak daarmee het Verdrag van Versailles. Tegen 1939 namen de Hortens als piloot dienst in de Luftwaffe. Walter nam deel aan de Slag om Engeland, vloog met Adolf Galland en schoot zeven Britse vliegtuigen neer. 
In 1937 ontwikkelden de Hortens hun eerste gemotoriseerde vliegtuigen. De Luftwaffe was tot 1942 weinig geïnteresseerd in hun ontwerpen.
Aan de ontwikkeling van de Horten H IX, een met twee straalmotoren aangedreven jager/bommenwerper werd wel enthousiaste steun gegeven; voor de bouw van de drie prototypes van de Ho 229 kregen ze 500.000 Reichmark. 
Het derde prototype van de Horten Ho 229 werd uitbesteed aan de Gothaer Waggonfabriken. Om deze reden werd het toestel aangeduid als Gotha Go 229. Aan het eind van de Tweede Wereldoorlog werd het onvoltooide derde prototype van de 229 door het Amerikaanse leger in beslag genomen. De romp van het toestel is in het bezit van het Smithsonian Institution te Washington D.C.

## Na de Tweede Wereldoorlog
Na de Tweede Wereldoorlog emigreerde Reimar Horten naar Argentinië waar hij doorging met de ontwikkeling van vliegtuigen. Walter bleef in Duitsland en werkte voor de naoorlogse Duitse Luftwaffe.